# Henryk Mikołajczak
Henryk Mikołajczak (ur. 9 kwietnia 1925 w Jarocinie, zm. 25 stycznia 2018 w Poznaniu) – polski profesor, konstruktor.

## Życiorys
Urodził się w ośmioosobowej rodzinie, jako syn kowala. Przed 1939 rozpoczął naukę w jarocińskim gimnazjum. W czasie okupacji hitlerowskiej pracował jako konserwator centralnego ogrzewania. W 1951 ukończył studia na Wydziale Budownictwa Szkoły Inżynierskiej w Poznaniu (pracą dyplomową był projekt centralnego ogrzewania hali sportowej w Czerwińsku). Od 1950 do 1953 był asystentem w Katedrze Mechaniki Teoretycznej (prof. Edmund Karaśkiewicz). W latach 1953-1955 odbył studia magisterskie na Politechnice Gdańskiej (Wydział Budownictwa Lądowego). W 1960 uzyskał doktorat na Politechnice Gdańskiej (praca Drgania własne i wymuszone pewnego typu płyt wzmocnionych żebrami). 1 października 1964 przeniesiony został do Poznania na powołany w 1962 Oddział Melioracji Wodnych Wyższej Szkoły Rolniczej. Została mu wówczas powierzona misja utworzenia Katedry Mechaniki Budowli i Konstrukcji Budowlanych. Katedrę utworzył i potem kierował nią aż do 1991 (w katedrze pracowali m.in.: Ryszard Ganowicz, Włodzimierz Łęcki i Jerzy Gołaś). W 1966 uzyskał habilitację na Politechnice Wrocławskiej (praca Zagadnienia nieciągłych warunków brzegowych dla prostokątnych płyt trójwarstwowych, recenzentem był m.in. Witold Nowacki). Pełnił funkcję prodziekana Wydziału Melioracji Wodnych AR w Poznaniu (1970-1972) oraz dziekana tego wydziału (1972-1975 i 1978-1981). 1 listopada 1978 został profesorem nadzwyczajnym.
1 października 1995 przeszedł na emeryturę.
Pochowany został 30 stycznia 2018 na cmentarzu junikowskim.

## Zainteresowania
Głównym tematem zainteresowania była teoria dźwigarów powierzchniowych. Drugim nurtem była statyka przestrzennych konstrukcji hydrotechnicznych i układów płytowych z uwzględnieniem specjalnych i złożonych stanów obciążenia. Był współtwórcą elektrooporowych czujników tensometrycznych typu WM (Wilde-Mikołajczak), jak również technologii ich wytwarzania. Skonstruował także dynamometr do pomiaru sił w kablach sprężających i przetwornik tensometryczny do pomiaru obciążeń w aparacie trójosiowym. 
Wykonywał (w zespołach) badania, próby obciążeń i pomiary kontrolne m.in.:
- powłoki dachowej Opery Leśnej w Sopocie,
- mostu na Warcie pod Żerkowem,
- dźwigarów zakładów Polfa w Poznaniu,
- Odlewni Żeliwa w Śremie,
- Mostu Przemysła I w Poznaniu,
- Mostu Bolesława Chrobrego w Poznaniu,
- Mostu Długiego w Szczecinie[2].

Prowadził nadzór i badania nad:
- zabezpieczeniem i podniesieniem kopuły XVIII-wiecznej bazyliki na Świętej Górze pod Gostyniem,
- renowacją zabytkowych elektrowni wodnych na Drawie i Gwdzie,
- restytucją Zamku Królewskiego w Poznaniu (nośność murów z XIII i XIV wieku, posadowienie wieży na gruncie słabonośnym)[2].

Opublikował 50 oryginalnych prac, był autorem lub współautorem około 250 opracowań, badań i ekspertyz, wypromował także trzy prace doktorskie.

## Członkostwo
Jest członkiem: Polskiego Towarzystwa Mechaniki Teoretycznej i Stosowanej (od 1958), Poznańskiego Towarzystwa Przyjaciół Nauk (od 1952), Komisji Nauk Mechanicznych i Budownictwa oddziału PAN w Poznaniu (od 1975), Komitetu Nauki PZITB (od 1960). 

## Odznaczenia
- Krzyż Kawalerski Orderu Odrodzenia Polski (1979),
- Złoty Krzyż Zasługi (1973)[2].